# Dagmar Schuchardt
Dagmar Schuchardt (geboren 1941) ist eine deutsche Juristin. Sie war Präsidentin des Landgerichts Nürnberg-Fürth und Richterin am Bayerischen Verfassungsgerichtshof.

## Leben
Dagmar Schuchardt war seit 2001 Präsidentin des Landgerichts Nürnberg-Fürth und dort zuständig für die fünf Kammern für Handelssachen. Diese Kammern bestehen jeweils aus einem Berufsrichter und zwei ehrenamtlichen Handelsrichtern. Schuchardt wurde zum 28. Februar 2006 in den Ruhestand verabschiedet.
Am 13. Februar 2003 wurde Schuchardt vom Bayerischen Landtag zum berufsrichterlichen Mitglied des Bayerischen Verfassungsgerichtshofs gewählt. Schuchardt übte dieses Ehrenamt bis zum Eintritt in den Ruhestand 2006 aus. Von 2008 bis 2018 wurde Schuchardt als Präsidentin des Landgerichts Nürnberg-Fürth a. D. wiederholt zum stellvertretenden nichtberufsrichterlichen Mitglied gewählt. Ihre stellvertretende Amtszeit läuft voraussichtlich Ende 2023 aus.